# Dimission
Dimission, från latinets dimissio, avsked, avgång), är ett begrepp med flera användningar. 

## Liturgi
Dimissionsord är ett liturgiskt avskedsord, till exempel "gå i Herrens frid" efter nattvardsgång. Då en romersk-katolsk mässa avslutas yttrar prästen de latinska dimissionsorden "Ite, missa est" ("Gå, vår mässa är slut"). Då en prästman lämnar en befattning, församling eller liknande hålls ofta en dimissionspredikan, det vill säga en avskedspredikan.

## Utbildning
Till dimission hör verbet dimittera ('att utexaminera'). I Sverige används dimission, om avgång/examen från en utbildning, numer endast i äldre språklig stil. I Finland används termen i dagligt tal, bland annat för att formell  studentexamen fortfarande tillämpas.